# Microgobius curtus
 Microgobius curtus es una especie de peces de la familia Gobiidae en el orden Perciformes.

## Distribución geográfica
Se encuentra desde Costa Rica hasta el Perú.

## Observaciones
Es inofensivo para los humanos.